# Luci Anici Gal (cònsol)
Luci Anici Gal (llatí: Lucius Anicius L. f. M. n. Gallus) va ser un magistrat romà que va viure al segle ii aC.
Va ser pretor l'any 168 aC i va dirigir la tercera guerra il·líria contra el rei Genci d'Il·líria aliat de Perseu de Macedònia; estava estacionat a Apol·lònia d'Il·líria i va decidir reunir-se amb Api Claudi Centó que era a la vora del riu Genús, per cooperar en la lluita contra els il·liris, però aviat va ser informat que els pirates il·liris estaven atacant la costa de Dirràquium i Apol·lònia. Anici Gal va sortir amb la flota romana i va atacar a la flota enemiga obligant als vaixells il·liris a retirar-se. Després es va dirigir cap a la zona on era Api Claudi, obligant al rei Genci a retirar-se cap a la seva capital de Scodra i part del seu exèrcit es va rendir als romans. La clemència de Gal va incitar a moltes ciutats a sotmetre's i Gal va poder avançar fins Scodra. Genci va sortir de la ciutat per enfrontar-se als romans en camp obert, però Gal va posar les seves forces en fuita. El rei va enviar ambaixadors a demanar una treva de tres dies per considerar que havia de fer i en realitat per esperar reforços del seu germà Caravanti. Gal li va concedir els tres dies i com que els reforços no van arribar, el mateix Genci va anar al camp romà i es va rendir de la manera més humil. Gal va entrar a Scodra on va alliberar els presoners romans i va enviar a un dels alliberats, Perpenna, a Roma, amb la notícia de la rendició de Genci. Gal va fer la campanya en trenta dies i el senat li va declarar un agraïment públic de tres dies. Al seu retorn a Roma Gal va celebrar el triomf.
Va ser elegit cònsol l'any 160 aC, amb Marc Corneli Ceteg. En el seu consolat es van celebrar els Jocs Fúnebres de Luci Emili Paulus Macedònic, amb qui havia estat pretor l'any 168 aC. En aquests Jocs es va representar l'obra Adelphi (Els germans), de Terenci. El 155 aC fou un dels ambaixadors enviats a Prúsies de Bitínia pel conflicte amb el Regne de Pèrgam.